# Donnie Brasco
Donnie Brasco é um filme norte-americano lançado em 1997 dos gêneros drama e policial, dirigido por Mike Newell. É estrelado por Al Pacino, Michael Madsen e Johnny Depp.
O filme concorreu ao Oscar de melhor roteiro adaptado em 1998.

## Sinopse
Nos anos 70, o policial Joe Pistone usa o nome de Donnie Brasco para infiltrar-se entre mafiosos. Um criminoso mais velho, Benjamin Ruggiero, o toma sob sua tutela, ensinando-lhe os caminhos do crime. Mas ele coloca sua vida pessoal em xeque, pondo em risco sua missão.

## Elenco
- Al Pacino — Benjamin Ruggiero
- Johnny Depp — Joe Pistone / Donnie Brasco
- Michael Madsen — Sonny Black
- Bruno Kirby — Nicholas Santora
- Anne Heche — Maggie Pistone
- James Russo — John Cersani
- Zeljko Ivanek — Tim Curley
- Jack Rann — Dean Blandford
- Andrew Parks — Hollman
- Robert Miano — Sonny Red
- Brian Tarantina — Anthony Indelicato
- Rocco Sisto — Richard 'Richie' Gazzo
- Zach Grenier — Dr. Berger
- Gretchen Mol — Namorada de Sonny
- Paul Giamatti

## Curiosidades
No México, a Sony Entertainment Television gravou uma série baseada no filme que se chama El Dandy, protagonizada por Alfonso Herrera e Damián Alcázar.